# Alessandro Banfi (calciatore)
Alessandro Banfi (Monza, 19 giugno 1911 – ...) è stato un calciatore italiano, di ruolo terzino.

## Carriera
Cresciuto nel Monza, con i brianzoli ha esordito in Prima Divisione a Saronno il 16 novembre 1930 nella partita Saronno-Monza (3-0). Ha poi giocato in prestito militare con la Comense, esordendo in Serie B il 29 gennaio 1933 nella partita Modena-Comense (3-1), e quindi è ritornato al Monza con cui totalizza 123 presenze in cinque stagioni. Posto in lista di trasferimento nel 1938, torna a Como dal 1938 al 1943 giocando 119 partite di campionato. Chiude la carriera nel campionato di Prima Divisione 1945-1946 con la Casatese.